# Zapasy na Letnich Igrzyskach Olimpijskich 1948 – kategoria do 87 kg w stylu klasycznym
Zmagania mężczyzn do 87 kg to jedna z ośmiu męskich konkurencji w zapasach w stylu klasycznym rozgrywanych podczas Letnich Igrzysk Olimpijskich 1948. Pojedynki w tej kategorii wagowej odbyły się w dniach 3–6 sierpnia.
Punktacja opierała się na systemie „złych punktów karnych”. Przegrany otrzymywał 3 punkty za „łopatki” lub jednomyślną przegraną, a dwa punkty za porażkę 2-1. Zwycięzca otrzymywał jeden punkt za wygraną 2-1, a w pozostałych przypadkach zero. W każdej z rund odpadł zawodnik, który zgromadził łącznie pięć punktów lub więcej.

## Klasyfikacja[1]
| Lp. | Państwo         | Zawodnik               |
| --- | --------------- | ---------------------- |
| 1   | Szwecja         | Karl-Erik Nilsson      |
| 2   | Finlandia       | Kelpo Gröndahl         |
| 3   | Egipt           | Ibrahim Urabi          |
| 4   | Węgry           | Gyula Kovács           |
| 5   | Wielka Brytania | Ken Richmond           |
| 6   | Dania           | Erling Stuer Lauridsen |
| 7   | Austria         | Peter Enzinger         |
| 8   | Belgia          | Karel Istaz            |
| .   | Turcja          | Mustafa Çakmak         |
| 10  | Włochy          | Umberto Silvestri      |
| 11  | Argentyna       | Adolfo Ramírez         |
| .   | Grecja          | Atanasios Kambaflis    |
| .   | Szwajcaria      | Albin Dannacher        |
| 14  | Liban           | Ibrahim Mahgoub        |

## Wyniki
* „Łopatki” (ang. fall, touche) – pozycja w której zawodnik dotyka łopatkami maty (oznaczająca koniec walki).

### Pierwsza runda[2]
| Zwycięzca              | Punkty karne | Wynik        | Przegrany           | Punkty karne |
| ---------------------- | ------------ | ------------ | ------------------- | ------------ |
| Mustafa Çakmak         | 1            | Decyzja, 3:0 | Adolfo Ramírez      | 3            |
| Karl-Erik Nilsson      | 0            | Łopatki      | Gyula Kovács        | 3            |
| Umberto Silvestri      | 1            | Decyzja, 3:0 | Atanasios Kambaflis | 3            |
| Kelpo Gröndahl         | 0            | Łopatki      | Karel Istaz         | 3            |
| Erling Stuer Lauridsen | 1            | Decyzja, 3:0 | Ibrahim Mahgoub     | 3            |
| Peter Enzinger         | 0            | Łopatki      | Albin Dannacher     | 3            |
| Ibrahim Urabi          | 0            | Łopatki      | Ken Richmond        | 3            |

### Druga runda[3]
| Zwycięzca              | Punkty karne | Wynik        | Przegrany           | Punkty karne |
| ---------------------- | ------------ | ------------ | ------------------- | ------------ |
| Gyula Kovács           | 4            | Decyzja, 3:0 | Adolfo Ramírez      | 6            |
| Karl-Erik Nilsson      | 1            | Decyzja, 3:0 | Mustafa Çakmak      | 4            |
| Karel Istaz            | 4            | Decyzja, 3:0 | Atanasios Kambaflis | 6            |
| Kelpo Gröndahl         | 0            | Łopatki      | Umberto Silvestri   | 4            |
| Erling Stuer Lauridsen | 1            | Łopatki      | Peter Enzinger      | 3            |
| Ibrahim Urabi          | 0            | Łopatki      | Albin Dannacher     | 6            |
| Ken Richmond           | 3            | Rezygnacja   | Ibrahim Mahgoub     |              |

### Trzecia runda[4]
| Zwycięzca         | Punkty karne | Wynik        | Przegrany              | Punkty karne |
| ----------------- | ------------ | ------------ | ---------------------- | ------------ |
| Ken Richmond      | 3            | Łopatki      | Mustafa Çakmak         | 7            |
| Gyula Kovács      | 4            | Łopatki      | Karel Istaz            | 7            |
| Karl-Erik Nilsson | 2            | Decyzja, 3:0 | Erling Stuer Lauridsen | 4            |
| Kelpo Gröndahl    | 1            | Decyzja, 3:0 | Peter Enzinger         | 6            |
| Ibrahim Urabi     | 0            | Rezygnacja   | Umberto Silvestri      |              |

### Czwarta runda[5]
| Zwycięzca         | Punkty karne | Wynik        | Przegrany              | Punkty karne |
| ----------------- | ------------ | ------------ | ---------------------- | ------------ |
| Gyula Kovács      | 5            | Decyzja, 3:0 | Ibrahim Urabi          | 3            |
| Karl-Erik Nilsson | 2            | Łopatki      | Ken Richmond           | 6            |
| Kelpo Gröndahl    | 1            | Łopatki      | Erling Stuer Lauridsen | 7            |

### Piąta runda[6]
| Zwycięzca         | Punkty karne | Wynik     | Przegrany     | Punkty karne |
| ----------------- | ------------ | --------- | ------------- | ------------ |
| Karl-Erik Nilsson | 2            | Łopatki   | Ibrahim Urabi | 6            |
| Kelpo Gröndahl    | 1            | Bez walki |               |              |

### Szósta runda[7]
| Zwycięzca         | Punkty karne | Wynik        | Przegrany      | Punkty karne |
| ----------------- | ------------ | ------------ | -------------- | ------------ |
| Karl-Erik Nilsson | 3            | Decyzja, 3:0 | Kelpo Gröndahl | 4            |